# Juergen Sommer
Juergen Peterson Sommer, född 27 februari 1969, är en amerikansk före detta fotbollstränare och professionell fotbollsspelare som spelade målvakt för Luton Town, Brighton & Hove Albion, Kettering Town, Torquay United, Queens Park Rangers, Columbus Crew, Connecticut Wolves, New England Revolution och Bolton Wanderers mellan 1991 och 2002. Sommer spelade också tio landslagsmatcher för det amerikanska fotbollslandslaget mellan 1994 och 1998.
Efter den aktiva spelarkarriären har han tränat Indy Eleven i North American Soccer League (NASL).